# Katrin Cartlidge
Katrin Cartlidge (London, 1961. május 15. – London, 2002. szeptember 7.) angol színésznő.

## Élete és pályafutása
Londonban született, angol apa és bevándorolt zsidó menekült anya gyermekeként. A camdeni Parliament Hill School lányiskolában tanult. Első filmszerepét a Brookside című liverpooli szappanoperában játszotta 1982-ben. Később számos neves rendezővel dolgozott együtt, mint például Mike Leigh és Lars von Trier.

## Halála és emlékezete
Negyvenegy éves korában halt meg tüdőgyulladás és vérmérgezés következtében.
Hirtelen bekövetkezett halálát követően Mike Leigh, Peter Gevisser, Simon McBurney, Chris Simon és Cat Villiers megalapította a Katrin Cartlidge Foundation-t, melynek támogatói között szerepel Lars von Trier és a színésznő nővére, Michelle Cartlidge is.
Az Alapítvány minden évben a Szarajevói Filmfesztivál keretében adja át díját, melyet a néhai színésznő független és különleges szellemiségét követő, "a moziban megjelenő új és kreatív hangnak" ítélnek oda.
A díjazott színészek:
- 2009 – Juanita Wilson
- 2008 – Faruk Sabanovic
- 2007 – Cary Fukunaga
- 2006 – Eyas Salman–Gerd Schneider: Edge Of Hope
- 2005 – Amy Neil: Can't Stop Breathing
- 2004 – Greg Hall: The Plague

## Jelentősebb filmszerepei
- 1993 – Meztelenül (Naked)
- 1994 – Eső előtt (Before the Rain)
- 1996 – Hullámtörés (Breaking the Waves)
- 1997 – Két angol lány (Career Girls)
- 1999 – Tingli-tangli (Topsy-Turvy)
- 2001 – A pokolból (From Hell)
- 2001 – Senkiföldje (No Man's Land)